# Ана Бернс
Ана Берн (енгл. Anna Burns, Белфаст, Северна Ирска, 7. март 1962) је ауторка из Северне Ирске. Њен роман Milkman (Млекаџија) освојио је Букерову награду 2018, Орвелову награду за политичку фикцију 2019. и Међународну Даблинску књижевну награду 2020. 

## Биографија
Рођена је у Белфасту и одрасла у радничком католичком округу Ардоине. Похађала је средњу школу Св. Гема. Године 1987. преселила се у Лондон. Од 2014. живи у Источном Сасексу, на јужној енглеској обали.  

## Рад
Њен први роман, No Bones Без костију, је приказ живота девојчице која је одрастала у Белфасту током „Невоља”. Дисфункционална породица у роману симболизује политичку ситуацију Северне Ирске.  Без костију је освојио Меморијалну награду Винифред Холтби 2001. коју је доделило Краљевско друштво за књижевност за најбољи регионални роман године у Уједињеном Краљевству и Ирској. Међу романима који описују невоље у књижевности Северне Ирске, Без костију се сматра важним делом и Џејмс Џојс га је упоредио са Даблинима јер је обухватио свакодневни језик становништва Белфаста. 
Њен други роман, Little Constructions (Мале конструкције), објављен је 2007. у издању Fourth Estate (импресум HarperCollins-а). То је мрачна комична и иронична прича усредсређена на жену из тесно повезане породице криминалаца у мисији одмазде. 
Године 2018, Бернс је освојила Букерову награду за свој трећи роман Milkman (Млекаџија), чиме је постала прва северноирска књижевница која је освојила награду.  Након церемоније, Graywolf Press је објавио да ће објавити Млекаџију у САД 11. децембра 2018.  Радња Млекаџије је смештена током војног Северноирског сукоба 1970-их, у коме је наратор неименована 18-годишња девојка позната као „средња сестра“ коју уходи старија паравојна личност Млекаџија. Књига се нашла у ужем избору за Женску награду за белетристику 2019. године.
Године 2021. изабрана је за члана Краљевског књижевног друштва (ФРСЛ). 

### Романи
- No Bones (Без костију) (2001)
- Little Constructions (Мале конструкције) (2007) [10]
- Milkman (Млекаџија) (2018)

### Новеле
- Mostly Hero (Углавном херој) (2014) [11]

## Награде
- Меморијална награда Винифред Холтби 2001, победник (No Bones) [12]
- 2002. Женска награда за белетристику, у ужи избор (No Bones) [13]
- Награда Националног круга књижевних критичара 2018. за белетристику, [14] победник (Млекаџија)
- Букерова награда 2018, [15] победник (Млекаџија)
- Женска награда за белетристику 2019, у ужем избору, (Млекаџија)
- Добитник Орвелове награде 2019, (Млекаџија)
- Меморијална награда Christopher Ewart-Biggs 2018/2019, за (Млекаџију)
- Међународна књижевна награда у Даблину 2020, за (Млекаџију) [16]